# CE de la Girafa
CE de la Girafa (CE Camelopardalis) és una estrella variable de magnitud aparent mitjana +4,60. Enquadrada en la constel·lació boreal de la Girafa, és la sisena estrella més brillant de la mateixa.
CE de la Girafa és una supergegant blanca de tipus espectral A0I, semblant a Deneb (α Cygni) o 6 de Cassiopea. No hi ha consens pel que fa a la seva temperatura superficial; mentre un estudi dona un valor de 11.040 K, un altre rebaixa aquesta xifra a 9730 K. La seva lluminositat bolomètrica -considerant totes les longituds d'ona- és molt elevada, 62.700 vegades més gran que la lluminositat solar. D'altra banda, el seu diàmetre angular -0,886 ± 0,009 mil·lisegons d'arc- permet estimar de manera aproximada el seu diàmetre real. Atès que s'hi troba a 2.500 anys llum d'acord amb la nova reducció de les dades de paral·laxi del satèl·lit Hipparcos, el seu diàmetre resulta ser 73 vegades més gran que el del Sol, equivalent a 0,34 ua. Gira sobre si mateixa amb una velocitat de rotació projectada de 39 km/s.
CE de la Girafa posseeix una massa estimada de 14,95 ± 0,4 masses solars. S'hi troba immersa en una nebulosa de reflexió i és membre de l'Associació estel·lar Cam OB1. Catalogada com variable Alfa Cygni, la seva variació de lluentor és de tot just 0,03 magnituds.